# 岩鼻村
岩鼻村（いわはなむら）は、群馬県の中部、群馬郡に属していた村。

## 地理
- 河川：烏川、井野川

## 歴史
- 1889年（明治22年）4月1日 町村制施行により、周辺6村（岩鼻町、綿貫村、台新田村、栗崎村、東中里村、矢中村）が合併し西群馬郡岩鼻村が成立する。
- 1896年（明治29年）4月1日 郡統合（西群馬郡と片岡郡の統合）により群馬郡に属する。
- 1957年（昭和32年）8月1日 高崎市と群南村へ分割編入される。